# Efim Bogoljubov
Juchym Dmytrovyč Boholjubov (in ucraino Юхим Дмитрович Боголюбов?; Kiev, 14 aprile 1889 – Triberg im Schwarzwald, 18 giugno 1952) è stato uno scacchista ucraino naturalizzato tedesco, grande maestro, anche noto con il nome di Efim Bogoljubov (in russo Ефи́м Дми́триевич Боголю́бов?). Nato nell'Impero russo, è talvolta indicato anche come "russo". Dal 1922 al 1927 fu cittadino sovietico.

## Biografia

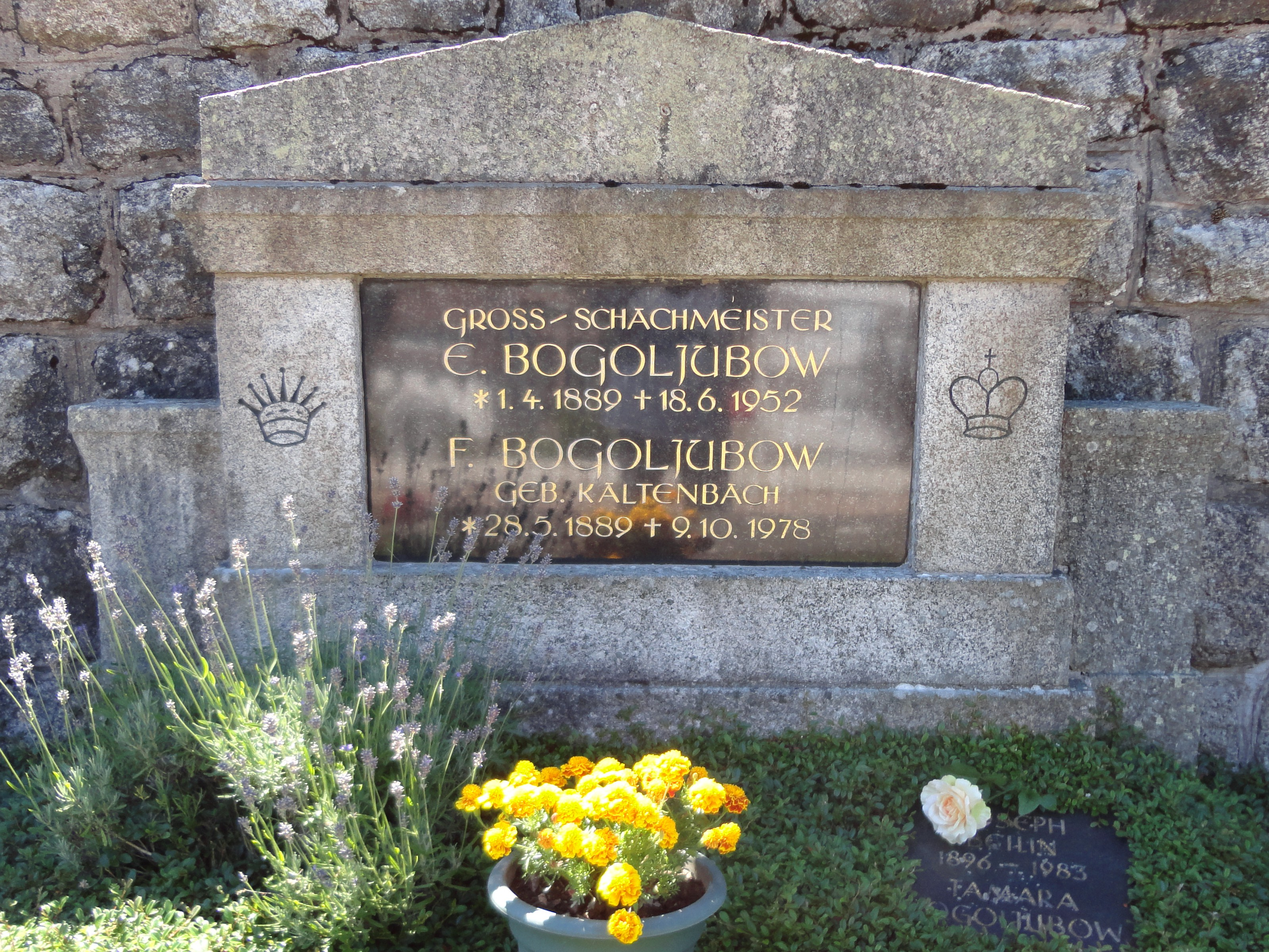
Tomba di Efim Bogoljubov a Triberg im Schwarzwald

Nel 1911 è primo alla pari nel campionato di Kiev, e nono-decimo a San Pietroburgo nel torneo secondario. Nel 1913-14 giunge ottavo nel campionato denominato "di tutta la Russia", vinto alla pari da  Aleksandr Alechin e da Aaron Nimzowitsch.
Nel periodo luglio-agosto del 1914 mentre partecipa al torneo di Mannheim, città nel sud-ovest della Germania, scoppia la guerra tra Germania e Russia e viene fermato assieme a molti altri giocatori russi (Alechin, Bogatyrčuk, Flamberg, Koppelman, Maljutin, Rabinovič, Romanovskij, Saburov, Seleznëv, Weinstein).
Nel settembre del 1914 a quattro di essi (Alechin, Bogatyrčuk, Saburov e Koppelman) fu consentito di ritornare in patria, attraverso la Svizzera. Ai russi internati fu permesso di partecipare a otto tornei, uno a Baden-Baden nel 1914 e sette a Triberg (dal 1914 al 1917); Bogoljubov arrivò secondo a Baden-Baden e riuscì ad aggiudicarsi cinque dei sette tornei di Triberg (1914–1916).
Finita la guerra vinse molti tornei internazionali: Berlino 1919, Stoccolma 1919 e 1920, Kiel 1921 e giunse primo-terzo a Karlovy Vary nel 1923. Ritornato in Russia, vinse nel 1924 e 1925 il campionato sovietico, il torneo di Breslavia (Polonia) e il primo torneo internazionale organizzato in Unione Sovietica, Mosca 1925, davanti tra gli altri a Emanuel Lasker e José Raúl Capablanca.
Nel 1926 emigra in Germania e a Berlino vince precedendo Akiba Rubinstein. Vince anche due scontri diretti con Max Euwe, entrambi con il punteggio di 5 ½ – 4 ½, nel 1928 e 1928-29 in Olanda.
Disputò due match validi per il campionato del mondo contro Alechin, ma fu sconfitto entrambe le volte: nel 1929 per 15 ½ – 9 ½, nel 1934 per 15 ½  – 10 ½.
Difese i colori della Germania nelle Olimpiadi di Praga del 1931, vincendo l'argento individuale in prima scacchiera (+9 –1 =7).
Nel 1930, nel grande torneo di San Remo è quarto, dietro ad Alechin, Nimzowitsch e Rubinstein; a Stoccolma è secondo alla pari con Gösta Stoltz, dietro a Isaac Kashdan. Vinse inoltre a Bad Pyrmont nel 1933, a Bad Nauheim, Bad Saarow e a Berlino nel 1935, a Bad Elster nel 1936, 1937 e 1938, a Brema nel 1937 e a Stoccarda nel 1939.
Il 12 aprile del 1933 tenne una simultanea al "Circolo Artistico" di Catania, come testimoniano una foto di gruppo ed una cartolina raffigurante il campione in primo piano con firma autografa, luogo e data dell'evento (Archivio Aldo Clementi).
Anche durante la seconda guerra mondiale continuò a giocare e a ottenere buoni risultati. Dopo il conflitto visse nella Germania Ovest. Nel 1947 vince a Lüneburg e Kassel, nel 1949 a Bad Pyrmont e Oldenburg.
Nel 1951 vince a Augusta e Saarbrücken. Nello stesso anno la FIDE gli assegna il titolo di grande maestro. L'anno prima, quando il titolo era stato istituito, la FIDE aveva nominato grandi maestri alcuni dei maggiori protagonisti del mondo scacchistico dei decenni precedenti, ma aveva omesso Bogoljubov dall'elenco a causa del veto della federazione scacchistica dell'URSS (a causa della scelta di Bogoljubov di vivere in Germania). Solo nel 1951, malgrado la perdurante opposizione sovietica, il titolo gli fu assegnato in riconoscimento degli indiscutibili risultati ottenuti in carriera.
Prende il suo nome la difesa bogo-indiana: 1. d4 Cf6 2. c4 e6 3. Cf3 Ab4+ (codice ECO E11).

## Citazioni
- «Quando gioco con il bianco, vinco perché sono il bianco. Quando gioco con il nero, vinco perché sono Bogoljubov».
- «In questo torneo ho un grande vantaggio: sono il solo a non dover affrontare Bogoljubov!».